# Chiesa di Santa Maria in Albis
La chiesa di Santa Maria in Albis (Église Santa-Maria-in-Albis in francese) è il principale edificio di culto cattolico di Breglio, comune del dipartimento francese delle Alpi Marittime. È stata iscritta nel registro dei monumenti storici il 28 dicembre 1978.

## Storia
I lavori di costruzione iniziarono nel 1663 sul sito occupato da una chiesa preesistente e furono ultimati nel 1699.